# Белизе на Летњим олимпијским играма 2008.
Белизе се такмичио на Олимпијским играма 2008. одржаним у Пекинг Кина од 8 до 24. августа 2008. Ово је било осмо учешће Белизеа на Олимпијским играмма. Први пут су се појавили на играма на Олимпијским играма 1976. у Монтреалу. Пре тога били су још два пута на Играма 1968. у Мексико ситију и 1972. у Минхену као Британски Хондурас.
Учествовали су са четири такмичара (три мушкарца и једна жена) у два спорта атлетици и теквондоу
На свечаном отварању заставу је носио атлетичар Џонатан Вилијамс.
Белизе није освојио ниједну медаљу.

## Резултати по дисциплинама

### Атлетика

#### Мушкарци
| Атлетичарка      | Дисциплина    | Група    | Група | Четвртфинале      | Четвртфинале      | Полуфинале        | Полуфинале        | Финале            | Финале            | Детаљи |
| Атлетичарка      | Дисциплина    | Резултат | Место | Резултат          | Место             | Резултат          | Место             | Резултат          | Место             | Детаљи |
| ---------------- | ------------- | -------- | ----- | ----------------- | ----------------- | ----------------- | ----------------- | ----------------- | ----------------- | ------ |
| Џејсон Џонс      | 200 м         | 21,54    | 6/53  | Није се пласирала | Није се пласирала | Није се пласирала | Није се пласирала | Није се пласирала | Није се пласирала |        |
| Џонатан Вилијамс | 400 м препоне | 49,61    | 16/25 |                   |                   | 49,64             | 13                | Није се пласирао  | Није се пласирао  | ,      |

#### Жене
| Атлетичарка   | Дисциплина | Група    | Група | Четвртфинале      | Четвртфинале      | Полуфинале        | Полуфинале        | Финале            | Финале            | Детаљи |
| Атлетичарка   | Дисциплина | Резултат | Место | Резултат          | Место             | Резултат          | Место             | Резултат          | Место             | Детаљи |
| ------------- | ---------- | -------- | ----- | ----------------- | ----------------- | ----------------- | ----------------- | ----------------- | ----------------- | ------ |
| Tricia Flores | Скок удаљ  | 5,25     | 38/42 | Није се пласирала | Није се пласирала | Није се пласирала | Није се пласирала | Није се пласирала | Није се пласирала |        |

## Теквондо
Мушкарци
| Такмичар         | Дисциплина | Коло 16 такмичара                  | Четвртфинале       | Полуфинале         | Репасаж Четвртфинале | Репасаж Полуфинале | Финале             | Детаљи |
| Такмичар         | Дисциплина | Противник Резултат                 | Противник Резултат | Противник Резултат | Противник Резултат   | Противник Резултат | Противник Резултат | Детаљи |
| ---------------- | ---------- | ---------------------------------- | ------------------ | ------------------ | -------------------- | ------------------ | ------------------ | ------ |
| Алфонсо Мартинез | до 58 кг   | Хуан Антонио Рамос Шпанија Пор 2-1 | Није се пласирао   | Није се пласирао   | Није се пласирао     | Није се пласирао   | Није се пласирао   |        |